# Popovec
Popovec (1910-től 1948-ig Popovec Vugrovečki, 1953-tól 1991-ig Popovec Šašinovečki) település Horvátországban, Zágráb főváros Szeszvete városnegyedében. Közigazgatásilag a fővároshoz tartozik.

## Fekvése
Zágráb központjától 15 km-re északkeletre az A4-es autópálya és a 3-as főút mellett található.

## Története
Az első katonai felmérés térképén „Popovecz” néven található. Lipszky János 1808-ban Budán kiadott repertóriumában „Popovecz” néven szerepel. Nagy Lajos 1829-ben kiadott művében „Popovecz” néven 14 házzal, 130 katolikus vallású lakossal találjuk.
1857-ben 90, 1910-ben 141 lakosa volt. Zágráb vármegye Zágrábi járásához tartozott. 
1941 és 1945 között a Független Horvát Állam része volt, majd a szocialista Jugoszlávia fennhatósága alá került. 1991-től a független Horvátország része. 1991-ben lakosságának 98%-a horvát nemzetiségű volt. A településnek 2011-ben 976 lakosa volt.

## Lakosság
A városrésznek 2001-ben 976 lakosa és 274 lakóingatlana volt.
| Lakosság változása | Lakosság változása | Lakosság változása | Lakosság változása | Lakosság változása | Lakosság változása | Lakosság változása | Lakosság változása | Lakosság változása | Lakosság változása | Lakosság változása | Lakosság változása | Lakosság változása | Lakosság változása | Lakosság változása | Lakosság változása |
| ------------------ | ------------------ | ------------------ | ------------------ | ------------------ | ------------------ | ------------------ | ------------------ | ------------------ | ------------------ | ------------------ | ------------------ | ------------------ | ------------------ | ------------------ | ------------------ |
| 1857               | 1869               | 1880               | 1890               | 1900               | 1910               | 1921               | 1931               | 1948               | 1953               | 1961               | 1971               | 1981               | 1991               | 2001               | 2011               |
| 90                 | 83                 | 90                 | 116                | 132                | 141                | 181                | 208                | 234                | 278                | 336                | 380                | 595                | 737                | 976                | 931                |

## Nevezetességei
Jézus Szentséges Szíve tiszteletére szentelt római katolikus kápolnáját 1933 és 1936 között építették. A terveket Dragutin Cesarec készítette, apja Franjo ingyenesen felügyelte a munkákat. A főoltár festményét Nikola Čipar festőművész készítette. A fő oltáron Szent János és Szent Péter apostolok szobrai találhatók. A 80 kg súlyú harangját a vadászok adományozták. A kápolnát 1936. szeptember 27-én szentelték fel.

## Oktatás
A popoveci tanulók a szomszédos Soblinecre járnak iskolába.